# Empuje
El empuje es una fuerza de acción descrita cuantitativamente por la tercera ley de Newton. 
Cuando una masa es acelerada, o un sistema expele materia, en una dirección y sentido fijo (acción), la masa acelerada causará otra fuerza sobre el sistema igual en magnitud, en la misma dirección, pero en sentido contrario (reacción). 

## Ejemplos

Fuerzas sobre un perfil alar.

Un avión genera empuje adelante cuando la hélice que gira, empuja el aire o expulsa los gases expansivos del reactor, hacia atrás del avión. El empuje adelante es proporcional a la masa del aire multiplicada por la velocidad media del flujo de aire.
Similarmente, un barco genera empuje adelante (o atrás) cuando la hélice empuja agua atrás (o adelante). El empuje resultante empuja al barco en dirección contraria a la suma del cambio de momento del agua que fluye a través de la hélice.